# 1991年ジョージア大統領選挙
1991年ジョージア大統領選挙（1991ねんジョージアだいとうりょうせんきょ、グルジア語: საქართველოს საპრეზიდენტო არჩევნები,1991）は、1991年5月26日にジョージアで執行された大統領選挙である。

## 概要
投票率は82.59パーセントで、「円卓-自由ジョージア」所属のズヴィアド・ガムサフルディア候補が得票率87.6パーセントで勝利した。

## 選挙データ

### 投票日
- 1991年5月26日

### 選挙制度
- 二回投票制

有権者の50％以上の投票で選挙は有効。

#### 投票方法
- 秘密投票

#### 選挙権・被選挙権
- 満18歳以上のグルジア国民[3]

#### 有権者数
- 3,594,810

## 選挙結果
| 候補者              | 候補者                       | 所属政党             | 得票数    | 得票率 |
| ------------------- | ---------------------------- | -------------------- | --------- | ------ |
|                     | ズヴィアド・ガムサフルディア | 円卓-自由ジョージア  | 2,565,362 | 87.58% |
|                     | ヴァレリアン・アドヴァゼ     | 協調・平和・再生連合 | 240,243   | 8.20%  |
|                     | ジャメル・ミケラゼ           | ジョージア共産党     | 51,717    | 1.77%  |
|                     | ノダル・ナタゼ               | 人民戦線             | 36,266    | 1.24%  |
|                     | イラクリ・シェンゲライア     | 自由連合             | 26,886    | 0.92%  |
|                     | タマズ・クヴァチャンチラゼ   | 民主ジョージア連合   | 8,533     | 0.29%  |
| 総計                | 総計                         | 総計                 | 2,929,007 | 100.0% |
| 有効票数（有効率）  | 有効票数（有効率）           | 有効票数（有効率）   | 2,929,007 | 98.66% |
| 無効票数（無効率）  | 無効票数（無効率）           | 無効票数（無効率）   | 39,918    | 1.34%  |
| 投票者数（投票率）  | 投票者数（投票率）           | 投票者数（投票率）   | 2,968,945 | 82.59% |
| 棄権者数（棄権率）  | 棄権者数（棄権率）           | 棄権者数（棄権率）   | 625,865   | 17.41% |
| 有権者数            | 有権者数                     | 有権者数             | 3,594,810 | 100.0% |
| 出典：Nohlen et al. |                              |                      |           |        |